# Marija Šerifović

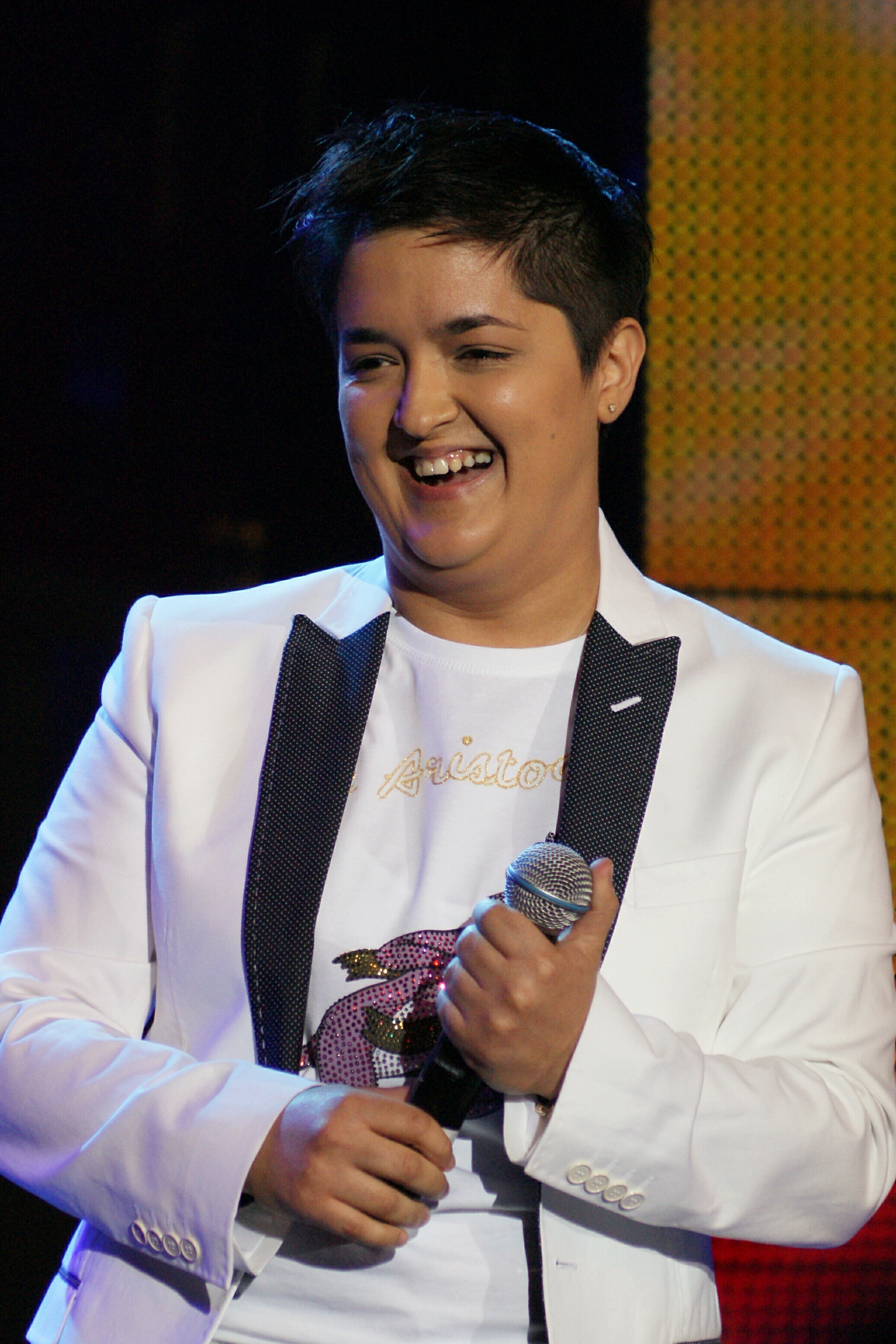
Marija Šerifović in Moskau, 2009

Marija Šerifović (serbisch-kyrillisch Марија Шерифовић; * 14. November 1984 in Kragujevac) ist eine serbische Sängerin. Einem internationalen Publikum wurde sie durch ihren Sieg beim Eurovision Song Contest 2007 in Helsinki bekannt.

## Biografie

### Ausbildung und Beginn der Musikkarriere
Marija Šerifović wurde 1984 in Kragujevac als Tochter von Verica, einer bekannten Folksängerin, und Rajko Šerifović geboren. Sie gehörten der Volksgruppe der Roma an. Die Eltern entdeckten früh ihr musikalisches Talent, und im Alter von zwölf Jahren absolvierte Šerifović mit Dolly Partons I Will Always Love You ihren ersten öffentlichen Auftritt. 
Sie nahm noch als sehr junger Teenager eine Coverversion des legendären jugoslawischen Popsongs Moje bube (Kad’ sam umorna i besna) von der Gruppe Suncokret, im Duett mit ihrer Mutter auf. Einige Jahre später hatte sie ihren ersten großen TV-Auftritt in der Show Za milion godina, auf RTV Pink. Damit wurde sie das erste Mal von einem breiteren Publikum wahrgenommen. In der Show wurden von Sängerinnen und Sängern bekannte Evergreens interpretiert, die anschließend gegenseitig bewertet wurden. Šerifović gewann in einer Sendung mit dem Lied I Learned from the Best von Whitney Houston.
Sie besuchte die Musikhochschule und studierte Betriebswirtschaftslehre. Im Jahr 2003 begann sie ihre professionelle Gesangskarriere mit der Veröffentlichung des ersten Soloalbums Naj, Najbolja. Zu derselben Zeit nahm sie am Musikfestival Pjesma Mediterana in Budva teil, das sie ein Jahr später mit dem Titel Bol do ludila für sich entscheiden konnte, der sich in den regionalen Charts platzierte.
Im Sommer 2005 wurde Marija Šerifović' Single Agonija veröffentlicht, eine Coverversion des Titels I Believe It (Olo lipis) der erfolgreichen griechischen Sängerin Despina Vandi. Im selben Jahr nahm sie an dem serbischen Popmusikfestival Beovizija teil, dem Vorentscheid Serbien und Montenegros (heute Serbiens) zum Eurovision Song Contest 2005. Dort belegte sie mit dem Song Ponuda den 7. Platz. 2006 gewann sie das serbische Radiofestival (Radijski festival) mit U nedelju, wo sie für ihre Interpretation auch mit einem Sonderpreis geehrt wurde. Im Jahr 2006 brachte Šerifović mit Bez ljubavi ihr zweites Album heraus.

### Sieg bei derBeovizijaund beimEurovision Song Contest

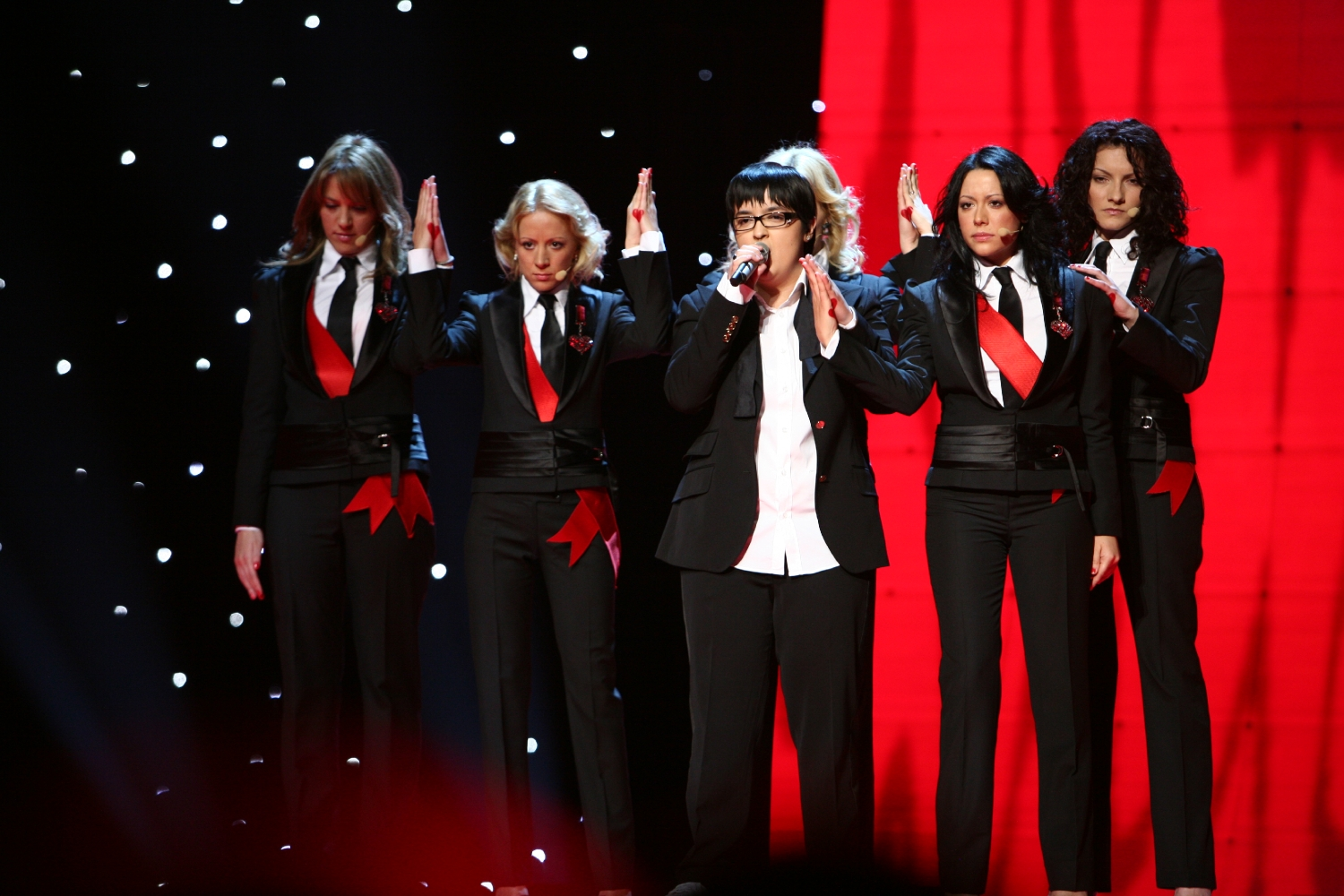
Marija Šerifović im Finale des ESC 2007

Im Frühjahr 2007 wurde die Single Bez tebe veröffentlicht, und Šerifović hielt am 21. Februar im Belgrader Sava Centar ihr erstes Konzert vor 4000 Zuschauern ab.
Einige Wochen später, am 7. und 8. März, trat sie erneut beim Beovizija-Festival an, das nach der Unabhängigkeit des früheren Teilstaates Montenegro zum ersten Mal auch einen rein serbischen Vorentscheid zum Eurovision Song Contest 2007 (ESC) veranstaltete. Sie trat mit der Ballade Molitva (deutsch: „Das Gebet“), komponiert von Vladimir Grajić und geschrieben von Saša Milošević, an. Zunächst konnte sie sich am 7. März im Halbfinale unter zwanzig Teilnehmern einen der zehn Finalplätze sichern und auch am 8. März den Großteil der Zuschaueranrufe und den zweiten Platz der Jury im Finale erringen. Im Endergebnis lag sie deutlich (22 Punkte) vor der Gruppe Balkanopolis (17 Punkte), was die Qualifikation für das ESC-Halbfinale am 10. Mai im finnischen Helsinki bedeutete.
Dem Sieg beim serbischen Vorentscheid folgte ein Werbevideo, ein Dokumentarfilm über die Vorbereitungen Šerifovićs zum europäischen Gesangswettbewerb und eine Promotiontour durch Bosnien und Herzegowina, Kroatien, Mazedonien, die Schweiz und Griechenland. Molitva wurde zudem in englischer (Destiny), finnischer (Rukoilen), russischer Sprache (Molitva) und in drei Dance-Versionen aufgenommen. Bei den internationalen Wettbüros wurde die serbische Sängerin neben Verka Serduchka aus der Ukraine und dem Belarussen Dmitri Koldun als Favoritin auf den Sieg gehandelt und konnte sich im ESC-Halbfinale unter den beliebtesten zehn Titeln platzieren, was den Einzug in das zwei Tage später stattfindende Finale bedeutete. Dort gewann Šerifović mit 268 Punkten vor der Ukraine (235 Punkte) und der russischen Girlgroup Serebro (207). Es war das zweite Mal, dass ein Land bei der ersten Teilnahme siegte, nach der Schweiz im Jahr 1956 bei der ersten Austragung des Eurovision Song Contests. Serbien hatte zwar zuvor schon als Teil Jugoslawiens bzw. Serbien-Montenegros teilgenommen, aber es war die erste Teilnahme als eigenständiger Staat. Auch schon im Halbfinale hatte Serbien die Spitzenposition, vor der Ungarin Magdi Rúzsa, bekleidet. Molitva war die erste Ballade, seit 1996, die einen Sieg verbuchen konnte. Ebenso war Molitva das erste Siegerlied seit 1991, das kein Wort auf Englisch enthielt und Marija Šerifović war die erste, die beim Siegervortrag ihren Song abermals in Muttersprache sang.
Nach dem Sieg beim Eurovision Song Contest gab RTS einen Empfang im Belgrader Rathaus für Marija Šerifović und ihr Gefolge. Obwohl der Empfang schon am Abend nach dem Sieg gegeben und alles innerhalb kürzester Zeit organisiert wurde, versammelten sich spontan über 70.000 Menschen vor dem Rathaus. Es hatte sich, ebenfalls völlig spontan, eine Roma-Blaskapelle eingefunden, die zur Begrüßung für das Eurovisionsteam Molitva spielte. Marija Šerifović sang, vom Balkon des Rathauses aus, gemeinsam mit ihren Backgroundsängerinnen Molitva in verschiedenen Versionen für die Menschenmengen. Die Ehre eines solchen Empfanges wurde bislang ausschließlich Spitzensportlern zuteil.
2007 war auch das Jahr, in welchem die EBU die sogenannte Winnerstour einführte. Zur besseren Promotion des Gewinnertitels, bereist der Sieger mit einem zur Verfügung gestellten Privatjet verschiedene Länder und gastiert dort in Fernsehsendungen und gibt Interviews. Im Rahmen dieser Tour bereiste Marija Šerifović Dänemark, Spanien, Schweden, die Niederlande, Griechenland und Deutschland.

### Nach dem ESC 2007
Am 5. Dezember 2007 wurde Marija zur Botschafterin für Internationalen Dialog (European Ambassador for Intercultural Dialogue) von der Europäischen Kommission ernannt.
Im serbischen Präsidentschaftswahlkampf 2008 trat sie allerdings offen für Tomislav Nikolić, den Kandidaten der nationalistischen und EU-kritischen Serbischen Radikalen Partei (SRS) ein. Nach ihrem Sieg beim Eurovision Song Contest hatten verschiedene politische Seiten versucht, ihren Sieg für politische Zwecke zu nutzen, doch bis zu den Präsidentschaftswahlen hatte sie sich stets davon distanziert. Deshalb rief ihr Eintreten für Nikolić, verbunden mit einer in einem offenen Brief geäußerten herben Kritik am EU-freundlichen Kandidaten Boris Tadić, Verwunderung hervor. Das Autorenteam von Molitva, Vladimir Graić (Musik) und Saša Milošević (Text) beanstandete Marijas Verhalten, da sie das Lied im Rahmen des Präsidentschaftswahlkampfes auf Parteiversammlungen der SRS sang. Graić und Milošević wollten jedoch nicht, dass das Lied mit Politik in Zusammenhang gebracht wird. Nach den Wahlen distanzierte sie sich von der SRS und behauptete, sie hätte die Partei nie im Wahlkampf aktiv unterstützt. Sie sei kein Mitglied der SRS und würde ihr auch nie beitreten. Šerifović erklärte, sie verstehe nichts von Politik und möchte sich auch niemals damit befassen. Sie hätte nur auf den Versammlungen gesungen, da die SRS ihr einige Versprechen erfüllt hätte, die sie ihr zuvor gegeben hätte.
Marija Šerifović lieferte sich nach dem ESC viele Presseduelle mit dem öffentlich-rechtlichen Fernsehen RTS. Sie beklagte sich über die angeblich schlechten Vorbereitungen zu ihrer Teilnahme am ESC 2007. Unter anderem beanstandete sie, dass ihr RTS keinen Videoclip für Molitva finanzieren wollte und auch sonst wenig PR-Material organisiert hatte. Sie äußerte Unmut, da man sie zur Auslosung der Startreihenfolge anlässlich des ESC 2008 in Belgrad nicht eingeladen hatte und stattdessen Željko Joksimović sang. Erklärungen seitens der RTS, dass es nicht üblich und verpflichtend sei, den Sieger zur Auslosung einzuladen und dass sie ihren Auftritt beim ESC haben würde, wies sie wütend zurück. Šerifovićs Manager Saša Mirković bekam von Aleksandar Tijanić, dem Geschäftsführer der RTS, Hausverbot. Der Streit gipfelte darin, dass Mirković ankündigte, Marija Šerifović würde zum Zeitpunkt des ESC in Belgrad parallel ein kostenloses Konzert für ihre Fans aus dem In- und Ausland geben. Eine überraschende Wende trat am 7. Februar 2008 ein, als Šerifović und Tijanić sich zu einer Aussprache trafen, sie sich öffentlich entschuldigte, und ein Vertrag über die weitere Zusammenarbeit unterzeichnet wurde. Šerifovićs Manager Saša Mirković wurde allerdings von der weiteren Zusammenarbeit ausgeschlossen.
Der Nachrichtenagentur Tanjug teile Marija am 3. März 2008 mit, dass es immer öfter zu Meinungsverschiedenheiten mit Mirković gekommen sei. Da sie zu keinem Kompromiss gekommen sind, hätten sie sich dann „zivilisiert“ getrennt. Šerifović war ebenso der Ansicht, dass die Strategie bezüglich ihrer internationalen Karriere dringend überarbeitet werden müsse. Nach vielen Pressespekulationen gab Marija am 22. April 2008 bei der PR-Party zu ihrem neuen Album Nisam anđeo bekannt, dass ihr neuer Manager Raka Marić ist.

### Molitvain den Charts
Trotz des Erfolgs beim Eurovision Song Contest wurde Molitva anfangs nur auf dem Jahressampler des ESC 2007 und außerhalb des serbokroatischen Sprachraums nur in wenigen Ländern als Single veröffentlicht, so beispielsweise weder in Deutschland noch in Österreich. Die Veröffentlichung als Single im deutschsprachigen Raum erfolgte erst am 27. Juli 2007. In Schweden stieg der Titel am 17. Mai 2007 auf Platz neun der Singlecharts ein, obwohl der Titel noch nicht im Verkauf war, sondern dies nur auf Grund der Downloads erreichte. In der Schweiz stieg der Titel am 28. Mai 2007 auf Rang 19 der Charts ein.

### Weitere Karriere
2009 wurde Šerifović vom schwedischen Fernsehen eingeladen, als Jurorin beim schwedischen Vorentscheid für den ESC teilzunehmen. Zu jener Zeit lebte sie auch in Schweden und Dänemark, wo sie an einem englischsprachigen Album, welches für das Label Warner Music für den internationalen Markt erscheinen soll, arbeitete. Im Dezember 2009 wurde ihr Album Anđeo veröffentlicht, welches für den ex-Jugoslawischen Markt bestimmt ist. Marija nahm zur Überraschung Vieler an der Reality Show Farma teil. Medienberichten zufolge soll sie für die Teilnahme 100 000 € als Honorar erhalten haben. Šerifović verließ die Farm erst Anfang April, was dazu führte, dass ihr für den 15. April 2010 angesetzte Konzert in der BeoArena abgesagt werden musste, da zu wenig Zeit für die nötigen Proben blieb. Andere Quellen besagen, dass zu wenig Karten verkauft wurden und man durch Verschieben des Konzertes auf den 11. Mai 2010 auf bessere Abverkäufe hoffte. Das Konzert wurde wie geplant abgehalten, doch die Nachfrage blieb unter den Erwartungen. Die Besucherzahl belief sich laut sehr unterschiedlichen Presseberichten auf zwischen 7000 und 10 000 Personen, obgleich die BeoArena deutlich mehr Besucher fasst.

### Privates
Im Jahr 2004 outete sich Šerifović als homosexuell.

## Diskografie

### Alben
- 2003: Naj, najbolja
- 2006: Bez ljubavi
- 2008: Nisam anđeo
- 2009: Anđeo
- 2014: Hrabro
- 2023: Dolazi Ljubav
- 2024: Uvek si mi govorila

### Kompilationen
- 2007: Molitva…Best Of
- 2010: Platinum Collection

### Singles (Auswahl)
- 2007: Molitva
- 2008: Ti Mi Uvek Trebaš (mit Verica Šerifović)
- 2010: Gorka Hrabrost (mit Alexander Rybak)
- 2016: Deo Proslosti
- 2018: Pametna I Luda
- 2018: Nije Ljubav To
- 2023: Pola sunca (mit Matija Cvek)